# Heinkel Kabine

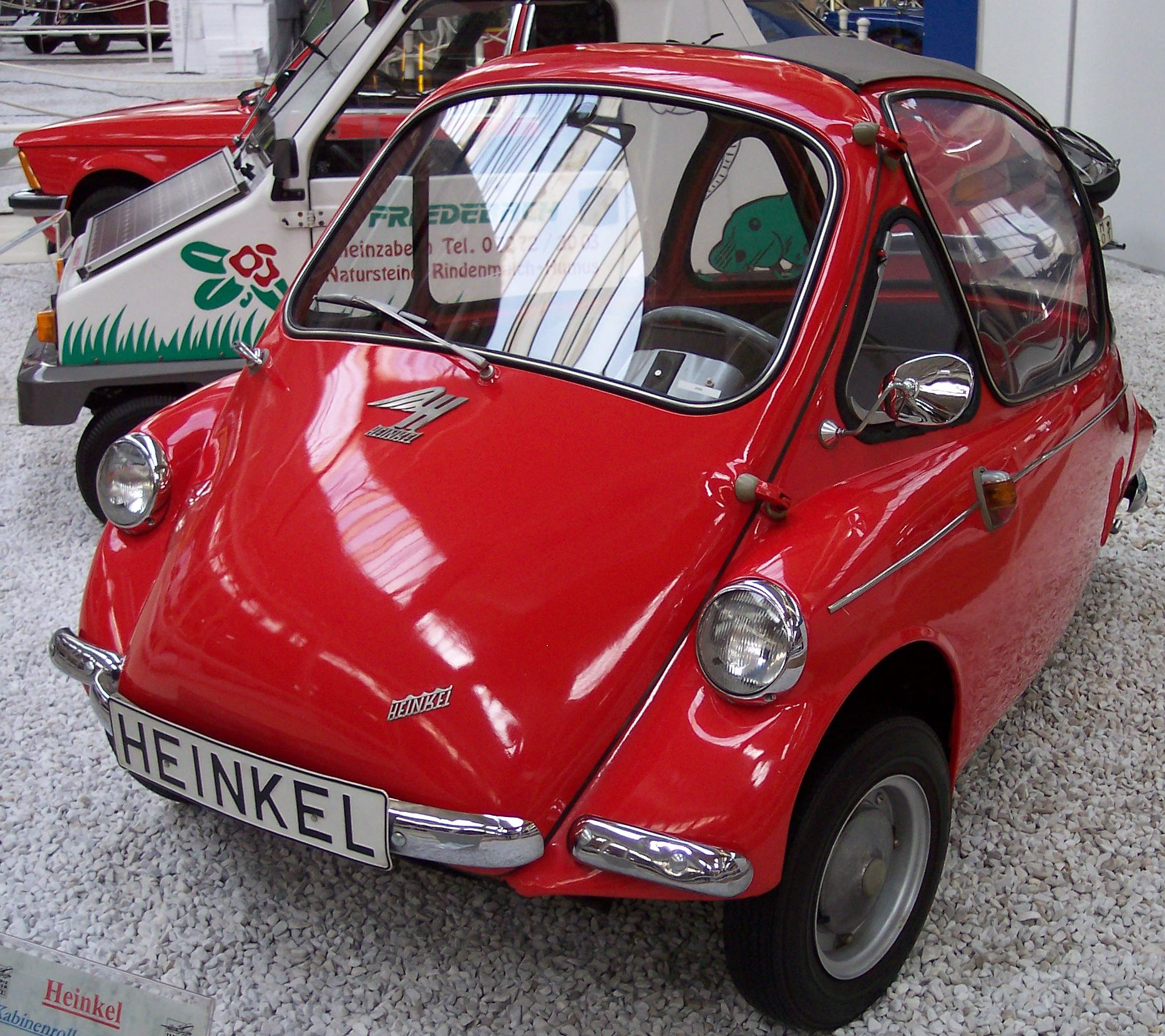
Heinkel Kabine

Heinkel Kabine var en tysk mikrobil som tillverkades av Heinkel Flugzeugwerke 1956–1958, därefter på Irland 1958-1960 och i England under namnet Trojan 1961-1964.
Heinkel hade framgångsrikt sedan några år sålt scootern Heinkel Tourist. Från denna togs motorn, en 175 cc fyrtaktare på 9,2 hk. Toppfarten angavs till 86 km/h, en kilometer per timme mer än BMW Isetta.
Också en 204 cc motor togs fram. På grund av ändrade bestämmelser, minskades denna till 198 cc. Från början var 175-kubikaren trehjulig, och 204-kubikaren fyrhjulig, senare användes endast motorn på 198 cc, varvid toppfarten ökade till 90 km/h.
Vagnen rymde enligt försäljningsbroschyren två vuxna och två barn, och var därmed rymligare än både Messerschmitt KR200 och BMW Isetta. I praktiken kan nog inte två barn större än treårsåldern sitta där bak på motorluckan.. Rymligast bland Mc-bilarna var Fram-King-Fulda, med ett baksäte mer värt namnet än Heinkelns. 

## Bildgalleri

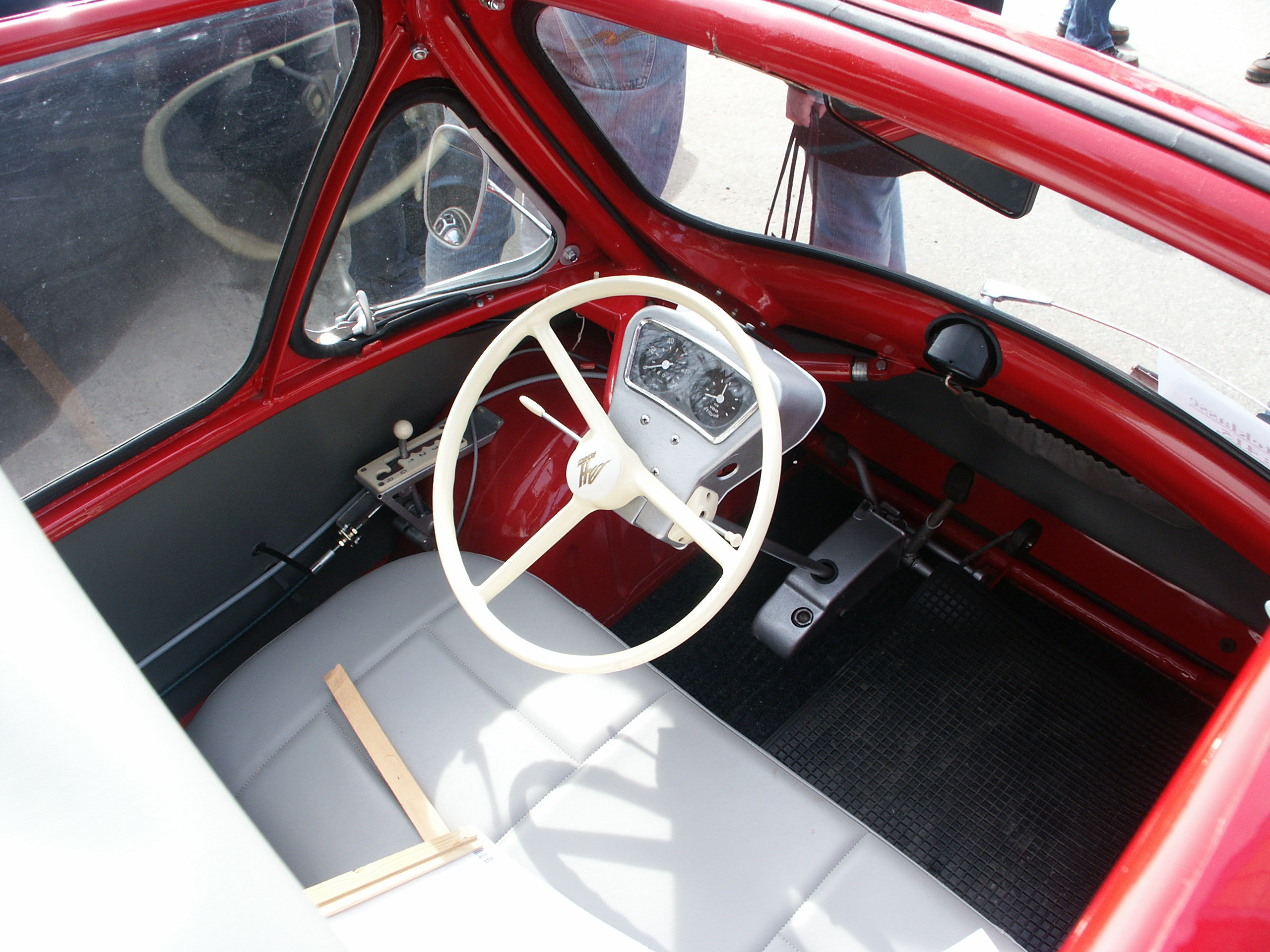
Interiör
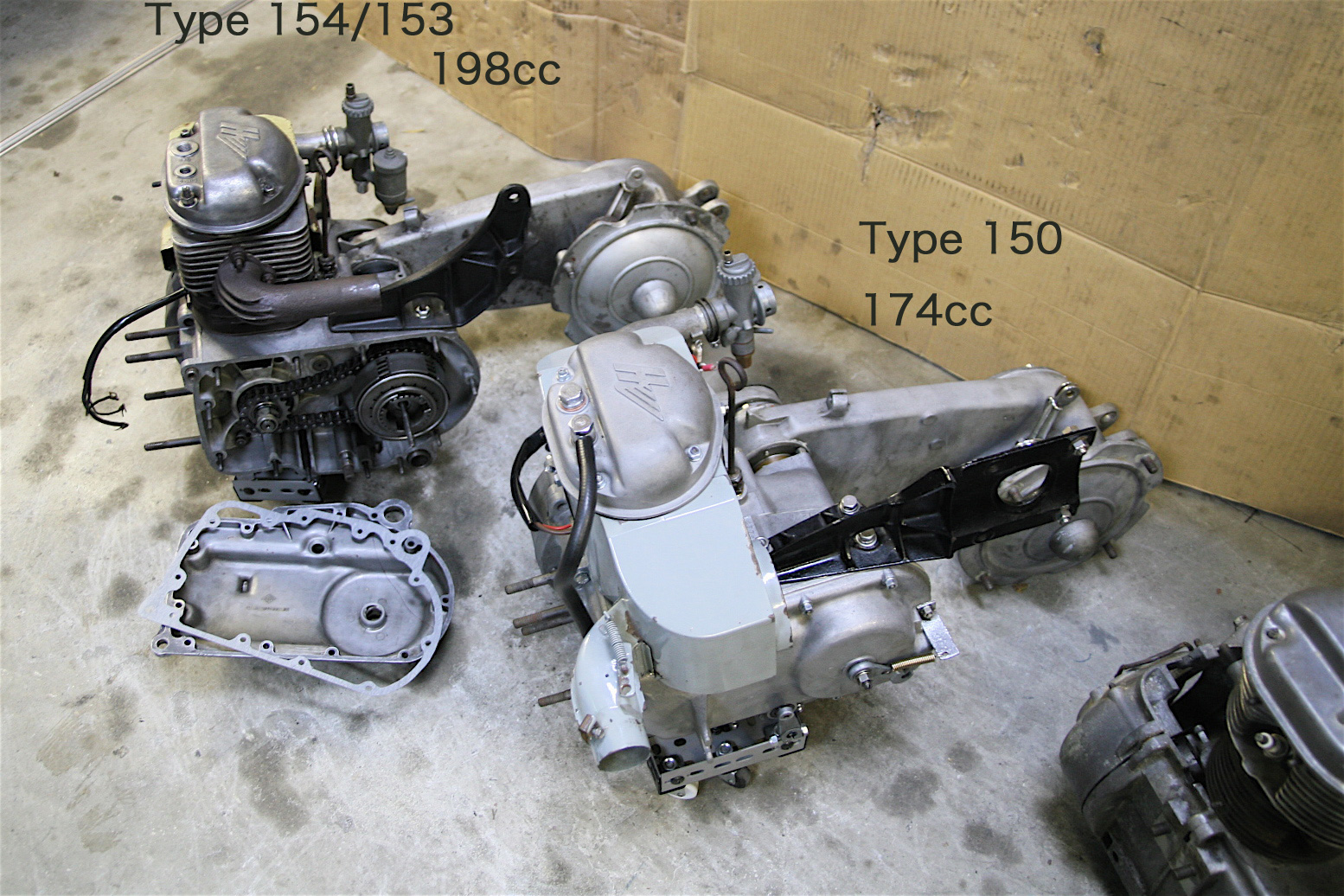
Kabinemotorer
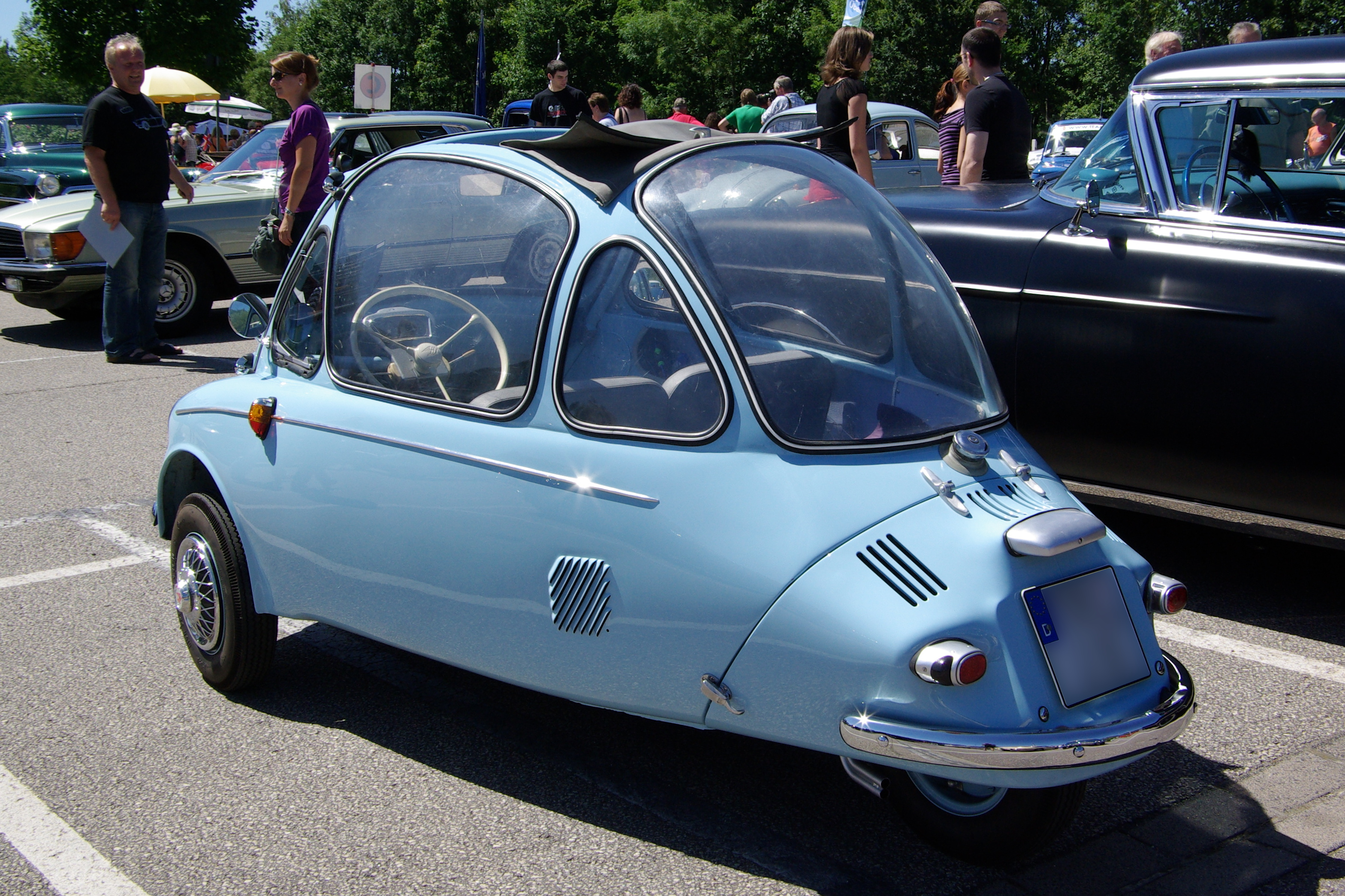
Trojan 200, 1961 års modell